# Запасний гравець (фільм)
«Запасний гравець» (рос. «Запасной игрок») — радянський художній фільм, знятий режисером Семеном Тимошенком в 1954 році на кіностудії «Ленфільм».

## Сюжет
Заводська футбольна команда «Сині стріли» виходить у фінал Кубка ВЦРПС і відправляється на теплоході «Росія» в Сухумі для зустрічі з командою «Вимпел», що вважається фаворитом. Але до матчу герої переживуть безліч пригод. Запасний гравець (центральний нападник) «Синіх стріл», що подає надії, Вася Вєснушкін, закоханий в гімнастку Валю, але побоюється, що та віддасть перевагу замість нього зарозумілому старшому брату Саші, найкращому гравцю тієї ж команди. Також на борту теплохода знаходиться молодий кіноактор Свєтланов, що переодягся старим Дєдушкіним для кращого втілення в образ майбутньої ролі. Співробітники інституту геронтології приймають «старого» за професора Бабушкіна. Вєснушкін-старший, випивши вина, ображає «літню» людину і необачно викликає її на боксерський поєдинок. Дєдушкін знімає з себе грим і стає Свєтлановим. Головний тренер «Синіх стріл» забороняє Вєснушкіну-старшому виходити на ринг, і замість нього на бій зі Свєтлановим (який виявляється боксером-любителем) виходить Вєснушкін-молодший. Свєтланов явно перевершує Васю за класом, але невблаганна воля до перемоги останнього змушує всіх визнати нічию. У Сухумі перед матчем тренер проводить заміну: замість Саші Вєснушкіна ставить до стартового складу Васю. У першому таймі Вася забиває два голи «Вимпелу», але незадовго до кінця першого тайму воротар «Синіх стріл» Старкін отримує травму коліна. В кінці другого тайму Старкін падає на хворе коліно і не може продовжувати гру, а оскільки запасний воротар укушений бджолою в око, тренер ставить на ворота Васю. Наприкінці матчу вже після фінального свистка Васі доводиться відбивати пенальті, і він це успішно робить. «Сині стріли» виграли Кубок ВЦРПС з рахунком 3:2, і Валя приймає подарунок від Васі, даючи йому знати, що він теж став їй близьким.

## У ролях
| Актор                        | Роль                                                                |
| ---------------------------- | ------------------------------------------------------------------- |
| Георгій Віцин                | центральний нападник ЗФК «Сині стріли» Василь (Вася) Вєснушкін      |
| Тетяна Конюхова              | гімнастка Валентина (Валя) Олешко                                   |
| Всеволод Кузнецов            | центральний нападник ЗФК «Сині стріли» Олександр (Саша) Вєснушкін   |
| Олена Тяпкіна                | мама Васі і Саши Вєснушкіна Марія Іванівна Вєснушкіна               |
| Марк Бернес                  | головний тренер ЗФК «Сині стріли» Лев Павлович Коломягін            |
| Ісай Гуров                   | гравець ЗФК «Сині стріли» Григорій (Гриша) Ліхов                    |
| Лев Лобов                    | капітан ЗФК «Сині стріли» Лев (Льова) Пушечний                      |
| Ян Янакієв                   | гравець ЗФК «Сині стріли» В'ячеслав (Слава) Адвокатов               |
| Олександр Кузнецов           | гравець ЗФК «Сині стріли» Олександр (Саша) Барашкін                 |
| Фелікс Яворський             | основний воротар ЗФК «Сині стріли» Андрій Старкін                   |
| Микола Рибников              | запасний воротар ЗФК «Сині стріли» Петров                           |
| Костянтин Адашевський        | директор Ленінградського заводу радіоапаратури Іван Інокентійович   |
| Марія Миронова               | дружина директора заводу Ольга Інварівна                            |
| Катерина александровська     | секретар директора заводу Олена Іванівна                            |
| Павло Кадочников             | кіноактор Іван Іванович Свєтланов / Дєдушкін                        |
| Валентина Ушакова            | кіноактриса Галина Петрівна Карташова                               |
| Володимир Бєлокуров          | кінорежисер Василь Васильович Цвєтков                               |
| Андрій Тутишкін              | директор кіногрупи                                                  |
| Сергій Філіппов              | ревнивий чоловік, який проводжає дружину в порту                    |
| Олександр Жуков              | співробітник інституту геронтології Спиридон Спиридонович Віолеттов |
| Ельвіра Луценко              | співробітниця інституту геронтології Любов Сергіївна Малюткіна      |
| Борис Коковкін               | професор Бабушкін                                                   |
| Павло Поль                   | композитор Дніпровський                                             |
| Анатолій Королькевич         | старий                                                              |
| Олександр Орлов              | старий на теплоході                                                 |
| Анатолій Дудоров             | уболівальник                                                        |
| Костянтин Градополов         | суддя на полі                                                       |
| Віктор Набутов               | коментатор                                                          |
| Іван Лапиков                 | проводжаючий в порту (в титрах не вказаний)                         |
| Іван Князєв                  | суддя на рингу (в титрах не вказаний)                               |
| Глікерія Богданова-Чеснокова | вболівальниця (в титрах не вказано)                                 |
| Микола Трофімов              | уболівальник (в титрах не вказаний)                                 |

## Знімальна група
- Автор сценарію: Семен Тимошенко
- Режисер: Семен Тимошенко
  - Асистент режисера: Адольф Бергункер
- Оператор: Євген Шапіро
- Художник-постановник: Семен Малкін
- Композитор: Ісаак Дунаєвський
- Звукооператор: Григорій Ельберт